# 인구순 대도시권 목록
이 개념은 세계에서 가장 큰 도시의 대도시권을 측정한 것으로, 노동 시장의 개념을 기반으로 일반적으로 고용하는 밀도가 높은 중심지역과 중심지역으로 통근하는 주변 지역으로 한해서 대도시권을 정의한다. 요즘에는 각 나라의 도시마다 대도시권을 정의하는 개념이 다르므로 세계적으로 일관된 정의는 허용되지 않는다.
리차드 포스톨, 리차드 그린, 제임스 피크는 각 나라의 대도시권을 일관되게 정의하려는 시도를 했다. 이들의 내린 정의의 기본 원칙은 도시 지역이 면적에 포함되어 있어야 한다고 했으며, 그 다음 두 가지 정의를 추가했다.
1. 노동 가능한 인구의 35% 미만은 농업 또는 어업에 종사해야 한다.
2. 적어도 인구 20% 이상은 중심지역으로 통근해야 한다.

이들은 위와 같은 일관된 대도시권 정의로 2003년에 20곳의 대도시권 목록을 만들었다. 인구 통계는 다양한 방법, 자료 수집, 정의, 출처에 따라 달라지는만큼 이 인구 숫자는 대략적인 것이다.

## 목록
| 대도시권                    | 국가                | 순위 | 포스톨의 2003년 조사. | 정식 인구  | 연도 |
| --------------------------- | ------------------- | ---- | --------------------- | ---------- | ---- |
| 도쿄                        | 일본                | 1    | 32,450,000            | 31,714,000 | 2005 |
| 상파울루                    | 브라질              | 2    | 28,850,000            | 31,956,590 | 2012 |
| 자카르타                    | 인도네시아          | 3    | 29,900,000            | 31,308,500 | 2000 |
| 멕시코시티                  | 멕시코              | 4    | 25,450,000            | 23,116,842 | 2010 |
| 뭄바이                      | 인도                | 5    | 24,200,000            | 25,748,395 | 2011 |
| 상하이                      | 중화인민공화국      | 6    | 24,050,000            |            |      |
| 뉴욕                        | 미국                | 7    | 23,750,000            | 23,831,858 | 2012 |
| 마닐라                      | 필리핀              | 8    | 23,300,000            | 24,855,975 | 2010 |
| 델리                        | 인도                | 9    | 23,600,000            | 46,753,486 | 2011 |
| 서울                        | 대한민국            | 10   | 20,550,000            | 25,420,000 | 2012 |
| 오사카-고베-교토 (게이한신) | 일본                | 11   | 17,375,000            | 16,663,000 | 2005 |
| 홍콩-선전                   | 홍콩 중화인민공화국 | 12   | 15,800,000            |            |      |
| 로스앤젤레스                | 미국                | 13   | 15,250,000            | 13,052,921 | 2012 |
| 콜카타                      | 인도                | 14   | 15,100,000            | 14,617,882 | 2011 |
| 모스크바                    | 러시아              | 15   | 15,000,000            | 17,000,000 |      |
| 카이로                      | 이집트              | 16   | 14,450,000            |            |      |
| 부에노스아이레스            | 아르헨티나          | 17   | 13,170,000            | 12,801,364 | 2010 |
| 런던                        | 영국                | 18   | 12,875,000            | 13,614,409 | 2012 |
| 베이징                      | 중화인민공화국      | 19   | 12,500,000            |            |      |
| 카라치                      | 파키스탄            | 20   | 11,800,000            |            |      |
| 시카고                      | 미국                |      | 9,175,000             | 9,522,434  | 2012 |
| 나고야                      | 일본                |      |                       | 9,046,000  | 2005 |
| 아마다바드                  | 인도                |      |                       | 6,352,254  | 2011 |
| 애틀랜타                    | 미국                |      |                       | 5,457,831  | 2012 |
| 방갈로르                    | 인도                |      |                       | 8,728,906  | 2011 |
| 바르셀로나                  | 스페인              |      |                       | 5,357,422  | 2012 |
| 벨루오리존치                | 브라질              |      |                       | 5,504,635  | 2012 |
| 베를린                      | 독일                |      |                       | 5,097,712  | 2012 |
| 보고타                      | 콜롬비아            |      |                       | 7,881,156  | 2005 |
| 첸나이                      | 인도                |      |                       | 8,917,749  | 2011 |
| 댈러스-포트워스             | 미국                |      |                       | 6,700,991  | 2012 |
| 다카                        | 방글라데시          |      |                       | 12,797,394 | 2008 |
| 휴스톤                      | 미국                |      |                       | 6,177,035  | 2012 |
| 하이데라바드                | 인도                |      |                       | 7,749,334  | 2011 |
| 리마                        | 페루                |      |                       | 8,482,619  | 2007 |
| 마드리드                    | 스페인              |      |                       | 6,387,824  | 2012 |
| 마이애미                    | 미국                |      |                       | 5,762,717  | 2012 |
| 파리                        | 프랑스              |      |                       | 12,161,542 | 2009 |
| 필라델피아                  | 미국                |      |                       | 6,018,800  | 2012 |
| 푸네                        | 인도                |      |                       | 5,049,968  | 2011 |
| 루르                        | 독일                |      |                       | 5,135,136  | 2012 |
| 리우데자네이루              | 브라질              |      |                       | 11,846,530 | 2012 |
| 산티아고                    | 칠레                |      |                       | 6,683,852  | 2012 |
| 싱가포르                    | 싱가포르            |      |                       | 5,312,000  | 2012 |
| 토론토                      | 캐나다              |      |                       | 5,583,064  | 2011 |
| 워싱턴 D.C.                 | 미국                |      |                       | 5,860,342  | 2012 |

## 같이 보기
- 도시 인구에 따른 나라 목록